# かえせ! 太陽を
「かえせ! 太陽を」（かえせ! たいようを）は、1971年7月20日に発売された麻里圭子 with ハニー・ナイツ & ムーンドロップスのシングル。

## 概要
「かえせ! 太陽を」は、映画『ゴジラ対ヘドラ』のオープニング主題歌。同映画の劇中には、麻里圭子演じる富士宮ミキがアングラバーにて本曲を踊りながら歌っているシーンがある。
1971年当時、麻里は「かえせ! 太陽を」を東宝レコードとビクターレコード (BX-88) の2社で発売しており、それぞれアレンジと一部の歌詞が異なっている。ビクター版のレコードは3万8000枚を売り上げるヒットになった。
2006年、原曲を歌唱した麻里が再録音したものが、フィギュア制作企業のCCP（シー・シー・ピーとは別企業）の企画盤としてシングルCDで発売された（1000枚限定販売）。アレンジも原曲とは大幅に変更されている。曲名は「SAVE THE EARTH〜かえせ! 太陽を」。同シングルは2008年7月17日にはタワーレコードにて500個限定で販売された「ミニヘドラ×FUJIMIYA MIKI KUBRICK×『かえせ！太陽を』CD付きBOX」に同梱される形で再発された。
2022年9月10日にNHK総合テレビジョンで放送された『1オクターブ上の音楽会』に麻里が出演し「かえせ! 太陽を」を披露した。

## 収録曲
1. かえせ! 太陽を
作詞：坂野義光 / 作曲：眞鍋理一郎 / 編曲：高田弘
坂野は、レイチェル・カーソンの著書『沈黙の春』から詞の着想を得たという[6]。眞鍋は、詞が良かったので苦労なく作ることができたという[7]。
1971年7月発売のビクターレコード版では、一部の歌詞が映画版と違っている[4]。
2. ヘドラをやっつけろ
作詞：坂野義光 / 作曲：すぎやまこういち / 編曲：高田弘
麻生は本曲ですぎやまから歌唱力を評価されたという[4][1]。
ビクター版ではこちらがA面となっている[2]。

## タイアップ
- 全国東宝邦画系ロードショー『ゴジラ対ヘドラ』オープニングテーマ (#1)。
- 全国東宝邦画系ロードショー『ゴジラ対ヘドラ』イメージソング (#1)。

## 収録アルバム
- 「ゴジラ対ヘドラ オリジナルサウンドトラック」（東宝レコード、17センチLP、1971年7月20日発売[8]）

## カバー
かえせ! 太陽を
- 北山和美（テイチク/ユニオン版カバー音源、1971年8月5日発売）
- コーパスグラインダーズ（Co/SS/gZ）（1999年10月10日発売のアルバム『特撮狂 TOKUSATZCREW』に収録。曲名が「かえせ太陽を」になっている）
- キノコホテル（2013年5月1日発売のミニアルバム『マリアンヌの逆襲』に収録）